# World Chinese 8-Ball Masters 2017
Das Joy Billiards World Chinese 8-Ball Masters 2017 war ein Poolbillard-Einladungsturnier, das vom 10. bis 15. Januar 2017 im olympischen Sportzentrum in Qinhuangdao in China ausgetragen wurde. Gespielt wurde die Disziplin Chinese 8-Ball, also 8-Ball auf einem 9-Fuß-Snookertisch.
Sieger wurde nach 2013 und 2014 zum dritten Mal der Engländer Gareth Potts. Im Finale besiegte er den Chinesen Zhang Kunpeng nach einem 11:11-Unentschieden mit 2:1 im Shoot-out. Den dritten Platz belegte Shen Chongyang, Xi Hongyu wurde Vierter. Titelverteidiger war der Chinese Yang Fan, der den 25. Platz belegte.

## Modus
Die 64 eingeladenen Spieler traten im Doppel-K.-o.-System gegeneinander an. Ausspielziel waren 13 Partien, wobei die Spiele spätestens nach 130 Minuten (im Finale 140 Minuten) beendet wurden, auch wenn das Ausspielziel noch nicht erreicht wurde. Bei einem Gleichstand nach Ablauf der Zeit wurde ein Shoot-out gespielt, bei dem beide Spieler abwechselnd einen Ball aus vorgegebener Position versenken mussten. Beide Spieler hatten dabei zunächst fünf Versuche. War das Shoot-out danach noch nicht entschieden, hatten die Spieler jeweils einen weiteren Versuch, bis das Spiel entschieden war.

## Rangliste
Im Folgenden sind die 32 bestplatzierten Spieler angegeben.
| Platz | Spieler                |
| ----- | ---------------------- |
| 1     | Gareth Potts           |
| 2     | Zhang Kunpeng          |
| 3     | Shen Chongyang         |
| 4     | Xi Hongyu              |
| 5     | Zhao Ruliang           |
| 6     | Francisco Díaz-Pizarro |
| 7     | Zheng Yubo             |
| 8     | Wang Peng              |
| 9     | Gong Haifeng           |
| 9     | Zhao Yunbiao           |
| 9     | Fan Zhisong            |
| 9     | Dai Yong               |
| 13    | Albin Ouschan          |
| 13    | Denis Grabe            |
| 13    | Zhang Guanghao         |
| 13    | Phone Myint Kyaw       |

| Platz | Spieler           |
| ----- | ----------------- |
| 17    | Xie Zhaohui       |
| 17    | Justin Campbell   |
| 17    | Wan Tongle        |
| 17    | Zak Shepherd      |
| 17    | Wu Zhenyu         |
| 17    | Li Hui            |
| 17    | Ting Yu           |
| 17    | Corey Deuel       |
| 25    | Qiang Chen        |
| 25    | Wu Hao            |
| 25    | Liu Xin           |
| 25    | Jack Whelan       |
| 25    | Wang Yun          |
| 25    | Dong Yi           |
| 25    | Andrei Seroschtan |
| 25    | Yang Fan          |